# Западный регион (Непал)
Западный регион (непальск. पश्चिमाञ्चल विकास क्षेत्र  Pashchimānchal Bikās Kshetra) — один из пяти регионов Непала. Площадь региона составляет 29 398 км². Население по данным переписи 2011 года — 4 926 765 человек. Регион граничит со Среднезападным регионом Непала (на западе), Центральным регионом (на востоке), индийским штатом Уттар-Прадеш (на юге), и Тибетским автономным районом КНР (на севере).
Включает три зоны:
- Дхаулагири
- Гандаки
- Лумбини